# Euphyia approximata
Euphyia approximata är en fjärilsart som beskrevs av Barend J. Lempke 1950. Euphyia approximata ingår i släktet Euphyia och familjen mätare. Inga underarter finns listade i Catalogue of Life.